# Article 11
Article 11 est un site web d'information alternatif fondé en août 2008, qui est décliné en version papier à partir de novembre 2010, bimestrielle dans un premier temps puis trimestrielle à partir de l'automne 2013. La parution papier s'arrête avec le numéro 19 d'avril 2015,.

## Nom
L'éditorial et la couverture du numéro 19 (avril-juin 2015) de la version papier explicitent le sens du titre du journal. Dans la Déclaration des droits de l'homme et du citoyen de 1789, l'article 11 précise : 

« La libre communication des pensées et des opinions est un des droits les plus précieux de l’homme : tout citoyen peut donc parler, écrire, imprimer librement, sauf à répondre de l’abus de cette liberté dans les cas déterminés par la Loi. »

— Mathieu Dejean - Article 11 n°19 (avril-juin 2015)

## Historique
Après avoir consulté de nombreux acteurs de la presse alternative française (CQFD, Le Tigre, etc.), le premier numéro papier d'Article 11 est lancé avec 8 000 euros. Sur un tirage de 15 000 exemplaires, 4 500 sont vendus. À l'automne 2013, Article 11 vendait environ 2 000 exemplaires en kiosque et comptait 750 abonnés. La fréquentation du site Internet est cependant de 100 000 visiteurs par mois à la fin 2011.
Article 11 accorde beaucoup d'importance au graphisme qui est assuré par Pierre Tandille et l'atelier Formes vives, la typographie étant l'œuvre de Thibaud Meltz. On trouve parmi les collaborateurs du journal : Olivier Cyran, Serge Quadruppani, Jean-Luc Porquet ou Pierre Souchon.
Après avoir annoncé que le dernier numéro papier paraîtrait en janvier 2015, et que le site reste actif, la version papier continue tout de même après cette date pour un dernier numéro, le 19, daté d'avril - mai - juin 2015. Depuis, le site est toujours accessible, sans qu'aucun nouvel article n'ait été publié depuis avril 2016.

## Ligne éditoriale
Article11 s'est déclaré comme étant un journal indépendant sans ligne éditoriale et prônant la liberté d'expression. En réalité, compte-tenu des sujets politiques abordés et de la façon dont ils sont rédigés, on constatera qu'il existe bel et bien une ligne éditoriale, se positionnant à l'extrême-gauche radicale.[réf. souhaitée]
On compte parmi sa liste de partenaires, disponible sur l'accueil du site sous l'appellation Collectifs et blogs amis, des mouvements anticapitalistes et anarchistes, un soutien aux mouvements zadistes, ainsi qu'Action antifasciste Paris-Banlieue[source insuffisante].

## Controverses
En juin 2013, Article 11 publie un long article, Daniel Mermet ou les délices de « l’autogestion joyeuse », où l'auteur, Olivier Cyran, dénonce violemment et longuement ce qu'il estime être l'« autoritarisme » du journaliste de France Inter, notamment en alignant une série de témoignages internes. Il y est question d'humiliations et de travail non payé. Daniel Mermet est décrit en « petit chef entouré d'une cour de collaborateurs ». Et l'on apprend qu'une enquête interne sur ses pratiques est menée par les syndicats de Radio France depuis janvier 2012. En juin 2014, la nouvelle directrice de France Inter, Laurence Bloch, annonce l’arrêt de l’émission de Daniel Mermet, « Là-bas si j’y suis », vingt-cinq ans après sa création,.